# Anekdota
Az anekdota rövid, prózai alkotás, jellemzően csattanóval, illetve erkölcsi tanulsággal végződő történet, amely az adomával ellentétben létező történelmi személyekhez kapcsolódik. A történet lehet valós vagy kitalált, de mindenképpen hihető. A népköltészetben is fellelhető a mese egyik alfajaként, de rokonítható a szólással, illetve a trufával is. Közel áll hozzá a görög apophtegma, amely szintén történelmi alakokhoz kapcsolódik, de a befejezése egy bölcs mondás. További rokon műfajok a latin nyelvű facetia, a francia fabliau, illetve a német Schwank.

## A név eredete
A szó a görög nyelvből származik, jelentése „kiadatlan”. Első ízben Prokopiosz bizánci történetírónál jelent meg, aki ezt a címet adta I. Justinianus bizánci császárról írott olyan apró történeteinek, amelyek nem méltóak a történettudomány figyelmére. A mai magyar elnevezés első ízben Andrád Sámuelnél jelent meg 1789-ben.

## Története
A műfaj előzménye megtalálható már Platónnál (Kr. e. 427–347), akinél a komoly tárgyakról értekező párbeszédeket gyakran ízesítik a mai értelemben vett anekdotához hasonló történetek. Anekdotákat olvashatunk Plutarkhosznál és Diogenész Laertiosznál is. A rómaiak közül többek között Quintilianus (kb. 35–96) és Macrobius Ambrosius Theodosius (Kr. u. 4–5. század) szőttek anekdotákat az írásaikba. Macrobius szerint a híres férfiak mondásainak és tréfáinak felidézése "irodalmi játék és tudós mókázás."

## A magyar irodalomban
A magyar irodalomban az anekdota eleinte elsősorban más írásokat (például emlékiratokat vagy prédikációkat) élénkítő elemeként jelent meg. Önálló műfajjá a 18. században vált. Egyik legkorábbi anekdotagyűjteményünk Hermányi Dienes József Nagyenyedi síró Heráklitus és hol mosolygó s hol kacagó Demokritus című műve volt 1759-ben.

## Lásd még
- Anekdota Erdélyben
- Barcsay Domokos

## További irodalom
- György Lajos: A magyar anekdota története és egyetemes kapcsolatai. 1934